# Contea di White (Georgia)
La contea di White (in inglese White County) è una contea dello Stato della Georgia, negli Stati Uniti. La popolazione al censimento del 2000 era di 19 944 abitanti. Il capoluogo di contea è Cleveland.